# Občanské fórum
Občanské fórum (OF) bylo politické hnutí, které vzniklo dva dny po začátku „sametové revoluce“ v Praze jako široká, spontánní platforma občanských nezávislých aktivit. Odmítalo totalitní komunistický režim. Na Slovensku obdobnou roli hrálo hnutí Verejnosť proti násiliu (VPN). Prvním neformálním vůdcem hnutí se stal Václav Havel, který byl v závěru roku 1989 zvolen československým prezidentem. 
Na posledním sněmu 23. února 1991 byly potvrzeny tzv. lánské dohody, ze setkání obou názorových skupin v Lánech, o rozdělení hnutí na dva nástupnické subjekty. Centristický proud se transformoval do Občanského hnutí, jakožto volného sdružení názorových frakcí, pod vedením Jiřího Dienstbiera. Přibližně třikrát silnější pravicové křídlo založilo Občanskou demokratickou stranu (ODS). Jejím předsedou byl na ustavujícím sjezdu v dubnu 1991 zvolen Václav Klaus, který mezi říjnem 1990 a únorem 1991 působil jako předseda Občanského fóra. Ambicí ODS bylo vytvořit standardní konzervativní stranu. Mezi přidružené subjekty fóra se řadily Občanská demokratická aliance, která začala v březnu 1991 působit samostatně, a Liberálně demokratická strana, jež hnutí opustila po parlamentních volbách 1990.

## Vznik
Vzniklo 19. listopadu 1989, také jako reakce na brutální zásah proti studentské demonstraci na Národní třídě, úvodní prohlášení sepsal Václav Havel, sdružení bylo založeno v Činoherním klubu. Cílem založení bylo stát se opozicí Národní fronty a začít vést dialog s představiteli komunistické moci, čímž pokračovalo ve snaze Charty 77, od níž se lišilo širším polem působnosti, když zde působili i představitelé studentských stávkových výborů.
Provolání Občanského fóra přijaté na jeho ustavujícím shromáždění
Na setkání v hledišti pražského Činoherního klubu bylo dne 19. 11. 1989 ve 22 hodin ustaveno Občanské fórum jako mluvčí té části československé veřejnosti, která je stále kritičtější k politice současného československého vedení a která byla v těchto dnech hluboce otřesena brutálním masakrem pokojně manifestujících studentů.
Práce tohoto fóra se účastní Charta 77, Československý helsinský výbor, Kruh nezávislé inteligence, Hnutí za občanskou svobodu, Artforum, Obroda, nezávislí studenti, Československá demokratická iniciativa, VONS, Nezávislé mírové sdružení, Otevřený dialog, československé centrum PEN klubu, někteří členové Československé strany socialistické, Československé strany lidové, církví, tvůrčích a jiných svazů, někteří bývalí i současní členové KSČ a další demokraticky smýšlející občané. Občanské fórum se cítí být způsobilé okamžitě jednat se státním vedením o kritické situaci v naší zemi, vyjadřovat aktuální požadavky veřejnosti a jednat o jejich řešení.
Takovéto jednání, které by mělo být začátkem celospolečenské diskuse o budoucnosti Československa, chce Občanské fórum začít jednáním o těchto naléhavých a širokou veřejností stále otevřeněji formulovaných požadavcích:
1. Aby ihned odstoupili ze svých funkcí ti členové předsednictva ÚV KSČ, kteří jsou bezprostředně spojeni s přípravou intervence pěti států Varšavské smlouvy z r. 1968 a kteří jsou odpovědni za mnohaletou devastaci všech oblastí společenského života u nás. Jmenovitě jde o Gustáva Husáka, Miloše Jakeše, Jana Fojtíka, Miroslava Zavadila, Karla Hoffmanna a Aloise Indru. Zhoubná politika těchto lidí, kteří po léta odmítali jakýkoli demokratický dialog se společností, zcela zákonitě vyústila do hrůzných událostí posledních dnů.
2. Aby ihned odstoupil první tajemník ÚV KSČ v Praze Miroslav Štěpán a federální ministr vnitra František Kincl, kteří jsou odpovědni za všechny zásahy, které policie v posledních měsících provedla proti pokojně manifestujícím občanům.
3. Aby byla ustavena komise, která konkrétně vyšetří tyto zásahy, zjistí jejich viníky a navrhne jejich potrestání. V této komisi musí být zástupci Občanského fóra.
4. Aby byli okamžitě propuštěni všichni vězňové svědomí, včetně těch, kteří byli zadrženi v souvislosti s posledními manifestacemi. Občanské fórum žádá, aby toto provolání bylo publikováno v oficiálních československých sdělovacích prostředcích. Občanské fórum se staví celou svou autoritou za myšlenku generální stávky dne 27.11. od 12 do 14 hodin, k níž vyzvali pražští vysokoškoláci, a chápe ji jako výraz podpory požadavků, o nichž chce se státním vedením jednat.
Občanské fórum se domnívá, že jeho vznik a práce odpovídá vůli 40 tisíc dosavadních signatářů petice Několik vět, a je otevřeno všem složkám a silám československé společnosti, kterým záleží na tom, aby i naše země začala pokojným způsobem hledat cesty k demokratickému společenskému uspořádání, a tím i k hospodářské prosperitě.
Za Občanské fórum:
Ing. Rudolf Battěk, Petr Čepek, Václav Havel, Milan Hruška, prof. dr. Milan Jelínek, Milan Kňažko, dr. Lubomír Kopecký, CSc., Jiří Křižan, Václav Malý, Martin Mejstřík, Petr Oslzlý, doc. dr. Libor Pátý, CSc., Jana Petrová, Jan Ruml, prof. Věnek Šilhán, Ondřej Trojan, ing. Josef Vavroušek, CSc., Saša Vondra.

V Praze dne 19.11.1989

Václav Havel a další představitelé OF promluvili poprvé k širší veřejnosti v úterý 21. listopadu 1989 na Václavském náměstí v Praze z balkonu nakladatelství Melantrich.

## Široké spektrum

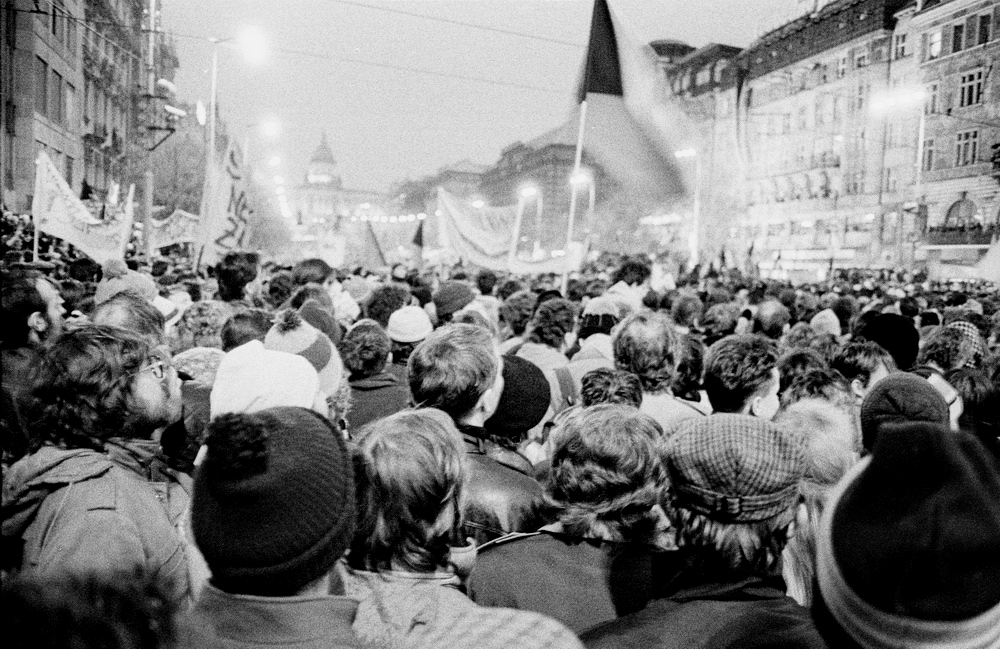
Shromáždění dne 22. listopadu 1989 v Praze na Václavském náměstí před budovou Melantrichu, z jejíhož balkónu promlouvali představitelé Občanského fóra

Občanské fórum zahrnovalo široké spektrum názorů a osobností z levice i pravice, společným cílem byl přechod k demokratické společnosti. Kromě nestraníků kandidovalo ve volbách roku 1990 pod hlavičkou OF čtrnáct politických subjektů, jejichž orientace sahala od reformního komunismu (Obroda) nebo krajní levice (Levá alternativa) až ke konzervatismu (ODA) či levicového libertarianismu (Transnacionální radikální strana):
- Agrární strana při Občanském fóru
- Liberálně demokratická strana (dříve Československá demokratická iniciativa)
- Československá strana Humanistické internacionály
- Hnutí za občanskou svobodu
- Klub angažovaných nestraníků
- Klub sociálních demokratů Občanského fóra
- Křesťansko-sociální strana
- Levá alternativa
- Masarykovo demokratické hnutí
- Občanská demokratická aliance
- Občanský fórum Ukrajinců
- Obroda
- Romská občanská iniciativa
- Strana obrany kultury
- Transnacionální radikální strana

V září 1990 se převážně z iniciativy Daniela Kroupy zformoval Meziparlamentní klub demokratické pravice, který se stal nejsilnější parlamentní frakcí v rámci OF. V opozici vůči němu vznikl v prosinci Liberální klub Občanského fóra, který byl ale početně slabší (působili v něm např. Petr Pithart, Jan Sokol, Jiří Dienstbier nebo Miloš Zeman). Názorově blízko k němu měl Klub sociálních demokratů Občanského fóra, který byl ustanoven také v prosinci a vytýkal ostatním členům fóra odklon napravo a chybějící sociální a ekologický program. Liberálové a sociální demokraté stáli v opozici vůči předsedovi Klausovi, který měl ale podporu v regionech.

## Hlavní představitelé
Občanské fórum, založené jako politické hnutí, vznikalo v době odporu vůči stranictví obecně. Mělo tak velmi volnou strukturu a ze začátku nemělo ani funkci předsedy. Hybatelem dění fóra se tak stal kolektivní orgán Koordinačního centra OF (KC). Jako hlavní lídr celého hnutí se pak dá označit post hlavního představitele KC, kterým byl jako první Václav Havel. Díky přípravám na jeho zvolení prezidentem ČSSR přebral dne 14. prosince 1989 tuto úlohu právník Petr Pithart. Jeho nejznámějším projevem v této funkci bylo televizní vysílání dne 19. ledna 1990 překřtěné na „možná, že slyším trávu růst“, kterým se proslavil. Když pak odešel na Úřad vlády a stal se premiérem České republiky, na jeho místo nastoupil novinář Jan Urban, který dovedl hnutí k prvním svobodným parlamentním volbám v červnu 1990. Sám však kandidovat odmítal a už dopředu avizované odstoupení po červnových volbách den po oznámení volebních výsledků rezignací uskutečnil.
Do čela fóra se tak postavili tři dosavadní členové KC Petr Kučera, Vojtěch Sedláček a Ivan Fišera. Proměňující se politická situace a nespokojenost regionálních fór v průběhu léta a na podzim roku 1990 způsobily debatu o budoucnosti OF, která vyústila ve sněm, konající se 15. září 1990. Nové stanovy zde schválené počítaly s vytvořením nového kolektivního lídra OF, který představovali čtyři představitelé následně zvolení – Martin Palouš, Vojtěch Sedláček, Petr Kučera a Dagmar Havlová (švagrová Václava Havla). Ještě na tomtéž sněmu však byla položena otázka, zda není lepší ustanovit přímo předsedu fóra. Tato myšlenka byla uskutečněna za méně než měsíc.

## Rozštěpení, zánik („transformace“)
Martin Palouš, jeden ze čtyř představitelů OF, získal při předchozí volbě nejvíce hlasů. Byl tak přirozeně jmenován jako kandidát na předsedu, zejména pak prohavlovskou částí OF. Protikandidátem se stal – v té době federální ministr financí – Václav Klaus, kterého podporovaly zejména regiony a Meziparlamentní klub demokratické pravice. Třetím kandidátem byl Pavel Rychetský, ten se však kandidatury chvíli před volbou vzdal. Na sněmu, který se konal 13. října 1990 v pražské Hostivaři, byl v poměru 115 ku 52 hlasům zvolen na post předsedy OF právě Václav Klaus. Spolu s volbou získal také nově schválené pravomoci, díky kterým mohl začít s „transformací“ OF směrem od hnutí ke straně (sněm 12.–13. ledna 1991). Vnitřní rozpory dvou politických proudů však způsobily postupný rozpad OF, který nastal 23. února 1991. Spolu s ním samozřejmě zaniká předsednická funkce. Klaus tak byl prvním a zároveň posledním předsedou OF.

## Název
Slovo fórum navrhl Jan Urban, neboť se inspiroval východním Německem a jeho Neues Forum (Nové fórum), adjektivum občanské přidal Václav Havel.

## Logo
Logem Občanského fóra bylo modré písmeno O se vmalovanýma modrýma očima a červeným úsměvem a červené písmeno F. Logo vzniklo 25. listopadu 1989 na základě neformální jednodenní rychlosoutěže mezi středními a vysokými školami vyhlášené Občanským fórem. Vybráno bylo logo, jehož autorem byl student prvního ročníku Vysoké školy uměleckoprůmyslové, oboru písma a knižní kultury, grafik Pavel Šťastný, tehdy ve věku 24 let. Návrh prý vznikl čtvrt hodiny před uzávěrkou soutěže jako jeden z žertů, kterými se studenti bavili, když došli k názoru, že žádný návrh seriózního, technického loga již nestačí nikdo zpracovat. Pavel Šťastný pak navrhoval veškerou grafiku pro Občanské fórum, včetně grafiky návrhu ústavy. I díky úspěchu tohoto loga se stal též autorem log pro Datart, E-Gate, Seznam.cz, Slovanský dům a Banánové rybičky.

## Volební výsledky

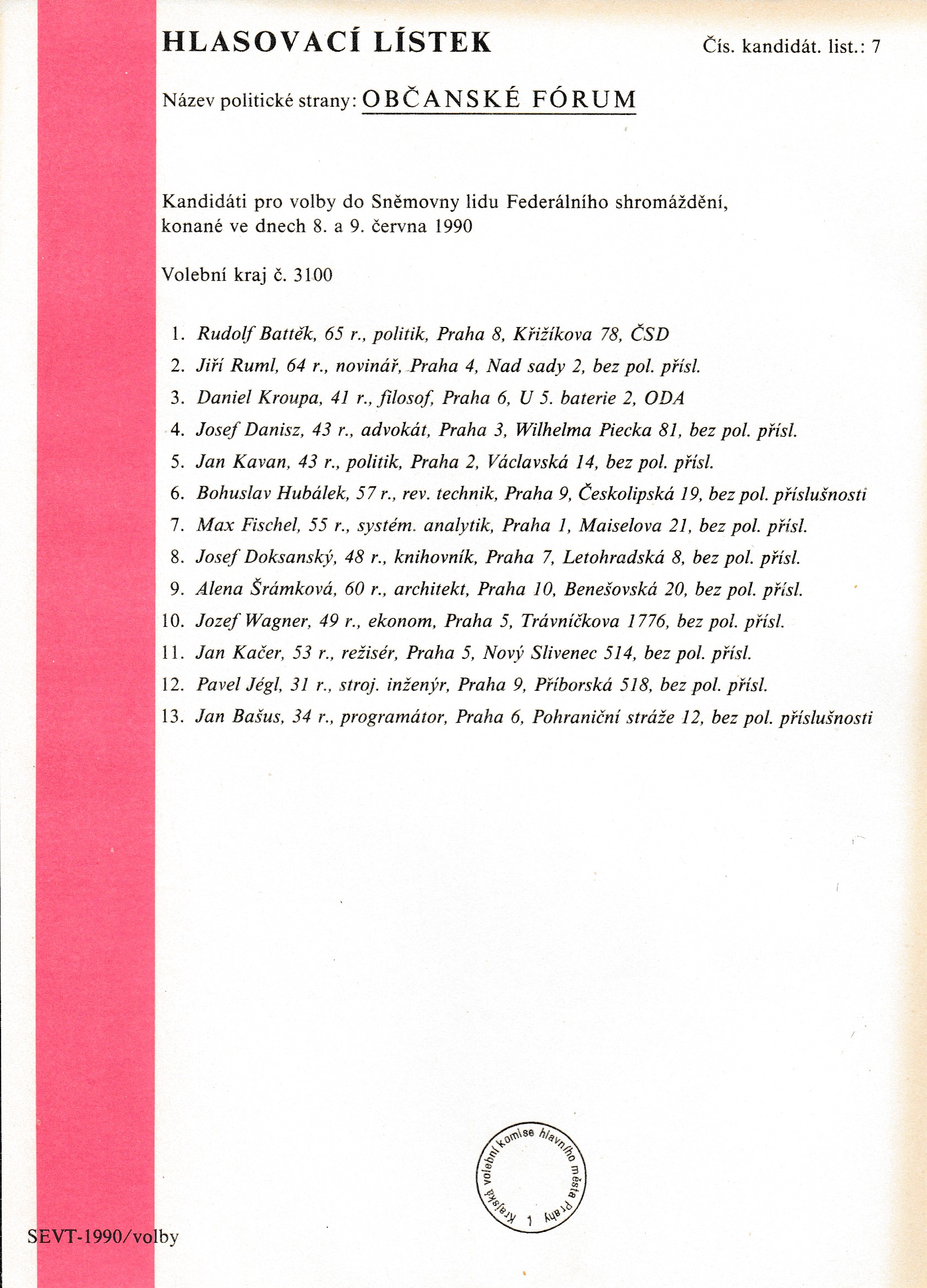
Hlasovací lístek OF pro volby do Sněmovny lidu v Praze 1990

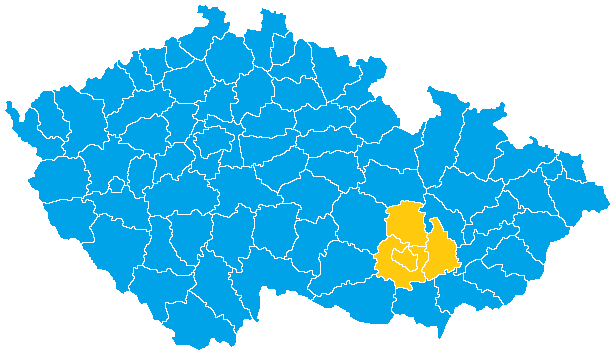
Výsledek Občanského fóra ve volbách do České národní rady v roce 1990. V bleděmodře značených okresech zvítězilo, ve žlutě vyznačených okresech jej předstihlo Hnutí za samosprávnou demokracii – Společnost pro Moravu a Slezsko

### Sněmovna lidu Federálního shromáždění
| Volby | Hlasy     | Hlasy | Mandáty | Mandáty | Pozice | Postavení |
| Volby | Počet     | %     | Počet   | ±       | Pozice | Postavení |
| ----- | --------- | ----- | ------- | ------- | ------ | --------- |
| 1990  | 3 851 172 | 36,2  | 68/150  | ▲28     | ▲1.    | Vláda     |

### Sněmovna národů Federálního shromáždění
| Volby | Hlasy     | Hlasy | Mandáty | Mandáty | Pozice | Postavení |
| Volby | Počet     | %     | Počet   | ±       | Pozice | Postavení |
| ----- | --------- | ----- | ------- | ------- | ------ | --------- |
| 1990  | 3 613 513 | 34,0  | 50/150  | ▲       | ▲1.    | Vláda     |

### Česká národní rada
| Volby | Hlasy     | Hlasy | Mandáty | Mandáty | Pozice | Postavení |
| Volby | Počet     | %     | Počet   | ±       | Pozice | Postavení |
| ----- | --------- | ----- | ------- | ------- | ------ | --------- |
| 1990  | 3 569 201 | 49 5  | 124/200 | ▲       | ▲1.    | Vláda     |

### Zastupitelstva obcí
| Volby | Hlasy      | Hlasy | Mandáty     | Mandáty | Mandáty | Pozice |
| Volby | Počet      | %     | Počet       | %       | ±       | Pozice |
| ----- | ---------- | ----- | ----------- | ------- | ------- | ------ |
| 1990  | 27 364 240 | 35,6  | 21113/66551 | 31,7    | ▲       | ▲1.    |

## Nástupnické politické strany
- Občanská demokratická aliance (ODA) – V roce 1990 kandidovali její členové na kandidátkách Občanského fóra. Od března 1991 působila strana samostatně.
- Občanská demokratická strana (ODS) – Vznikla v dubnu 1991 při definitivním rozštěpení OF. Jejím předsedou se stal Václav Klaus.
- Občanské hnutí (OH) – Vzniklo roku 1991 při definitivním rozštěpení OF z tzv. Liberálního klubu Občanského fóra. Strana se později přejmenovala na Svobodné demokraty a ještě později se sloučila s Národními socialisty.